# باتلي (جهاد أباد كرمان)
باتلي (بالفارسية: پاتلی) هي قرية تقع في إيران في البلدة المركزية. يقدر عدد سكانها بـ 470 نسمة بحسب إحصاء 2016.